# Битва под Царёвым-Займищем
Битва под Царёвым-Займищем — эпизод русско-польской войны 1609—1618 годов. Войско Речи Посполитой под предводительством Станислава Жолкевского без успеха штурмовало укреплённые позиции авангарда русской армии под предводительством князя Фёдора Елецкого и Григория Валуева. После того, как польско-литовское войско направилось к соседнему Клушину, где в результате победоносной битвы разгромило основную часть царского войска, авангард под Царёвым-Займищем также капитулировал.

## Ход событий
После внезапной смерти освободившего Москву Михаила Скопина-Шуйского войско, готовящееся в поход для деблокады осаждённого Смоленска возглавил брат царя Дмитрий Шуйский. В качестве авангарда Шуйский послал 6-тысячный отряд во главе с Елецким и Валуевым в Царёво-Займище. Там его неожиданно атаковало польско-литовское войско Станислава Жолкевского, отправленное королём Сигизмундом III из-под Смоленска навстречу деблокадному войску. По пути Жолкевского усилили польские и казацкие отряды из распавшегося Тушинского лагеря. Несмотря на малочисленность войска Жолкевского (около 11 тысяч человек), его костяк состоял из отборной польской кавалерии.
Тем не менее, под Царёвым-Займищем польские отряды получили сильный отпор. Будучи участником освободительного похода Скопина-Шуйского, Григорий Валуев хорошо усвоил тактику полевых укреплений и острожков, благодаря которой Скопин-Шуйский успешно сражался против грозной польской конницы, не имевшей в то время себе равных в Европе. Несмотря на то, что в самом начале противостояния поляки смогли опрокинуть русскую засаду из нескольких сотен стрельцов, попытки Жолкевского взять укреплённый лагерь русского отряда около 10 дней не увенчивались успехом. Тогда Жолкевский сменил тактику. Он обошёл стан русского отряда и расположился в его тылу на Можайской дороге, соорудив на дорогах, ведущих к стану, окопы, в которые поместил по сто человек пехоты и казаков. Таким образом, он отрезал Елецкого и Валуева от продовольствия.
Получив от Валуева сообщения о затруднительном положении, Дмитрий Шуйский выступил из Можайска, свернув с основной дороги вправо, чтобы войти в связь с Валуевым с севера, поскольку все дороги к нему с южной стороны были блокированы поляками. Он расположился станом у села Клушино, где к нему присоединились шведские отряды под предводительством Якоба Делагарди. Узнав о том, что противник стоит в 30 вёрстах от Царёва-Займища, Жолкевский решил не дожидаться его подхода и внезапным ударом упредить его. Он оставил половину своего войска на блокаду Царёва-Займища, а сам с 5300 отборной кавалерии направился к Клушину. Пользуясь беспечностью Шуйского, который, пребывая в уверенности о превосходстве своего 38-тысячного войска, не разослал разведывательные разъезды, Жолкевский на рассвете вышел лесными дорогами к Клушину и атаковал застанную врасплох русско-шведскую армию. В результате стечения удачных для Жолкевского обстоятельств, измены иностранных наёмников и высокой боеспособности польских гусар, Жолкевский одержал решительную победу при Клушине.
Вечером того же дня Жолкевский вернулся от Клушина к Царёву-Займищу. Елецкий и Валуев, которые, сидя в остроге, даже не заметили отсутствия части польских сил, долго не верили в поражение армии Дмитрия Шуйского. Лишь после того, как Жолкевский предъявил им знатных пленников, они сдали городок без сопротивления и присягнули королевичу Владиславу. Условием, однако, был заключённый ими с Жолкевским договор, по которому на Руси не должен насаждаться католицизм, поляки обязуются вступить в Москву без насилия и разрушений, воевать совместно с русскими против «калужского царя» Лжедмитрия II и снять осаду Смоленска. После этого Елецкий отправился в королевскую армию под Смоленск, а Валуев присоединился к Жолкевскому в его походе на Москву.